# Sylvester (Georgia)
Sylvester es una ciudad ubicada en el condado de Worth en el estado estadounidense de Georgia. En el año 2000 tenía una población de 5.990 habitantes.

## Geografía
Sylvester se encuentra ubicada en las coordenadas 31°31′53″N 83°50′10″O / 31.53139, -83.83611 (31.531425, -83.836233).
Según la Oficina del Censo, la localidad tiene un área total de 14,9 km² (5,8 mi²), de la cual 14,8 km² (5,7 mi²) es tierra y 0,1 km² (0 mi²) (0.60%) es agua.

## Demografía
Según la Oficina del Censo en 2000 los ingresos medios por hogar en la localidad eran de $24,114, y los ingresos medios por familia eran $33,707. Los hombres tenían unos ingresos medios de $29,010 frente a los $21,250 para las mujeres. La renta per cápita para la localidad era de $14,387. 